# Дубрівська сільська рада (Ужгородський район)
| Дубрівська сільська рада — колишній орган місцевого самоврядування у Ужгородському районі Закарпатської області з адміністративним центром у с. Дубрівка. Сільській раді були підпорядковані населені пункти: - с. Дубрівка |

## Склад ради
Рада складалася з 14 депутатів та голови.

## Керівний склад сільської ради
| ПІБ                       | Основні відомості                                                               | Дата обрання | Дата звільнення |
| ------------------------- | ------------------------------------------------------------------------------- | ------------ | --------------- |
| Гарагаль Марія Степанівна | Сільський голова, 1957 року народження, освіта, позапартійна                    | 26.03.2006   | 31.10.2010      |
| Ріго Тіберій Антонович    | Сільський голова, 1966 року народження, освіта середня спеціальна, безпартійний | 31.10.2010   |                 |

Примітка: таблиця складена за даними джерела